# Berrya javanica
Berrya javanica là một loài thực vật có hoa trong họ Cẩm quỳ. Loài này được (Turcz.) Burret mô tả khoa học đầu tiên năm 1926.